# Dolmen du Pavois

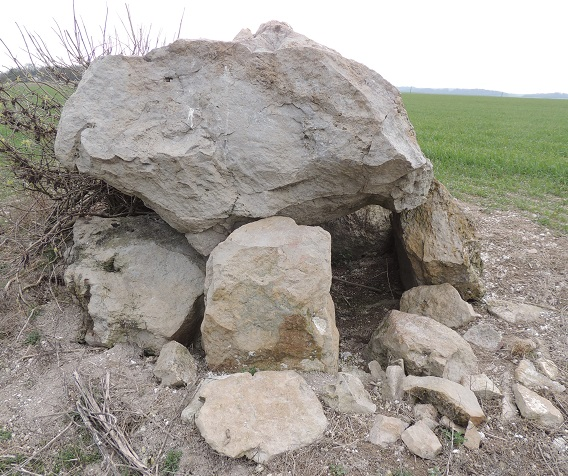
Dolmen du Pavois

Der 1993 als Monument historique eingetragene Dolmen du Pavois liegt 150 m westlich der Straße D 951, östlich von Saint-Nicolas-la-Chapelle im Nordwesten des Département Aube in Frankreich. Dolmen ist in Frankreich der Oberbegriff für neolithische Megalithanlagen aller Art (siehe: Französische Nomenklatur).
Der einfache Dolmen (französisch Dolmen simple) hat vier Tragsteine, die einen konvexen Deckstein stützen. Der Eingang in die einen Meter hohe Kammer ist durch eine kleine Platte verschlossen.
Bei den Ausgrabungen von A. Lemoine wurden 1966 ein Abschlag aus Feuerstein, vier Tonscherben und einige Knochen entdeckt, von denen einige angebrannt waren und zwei Personen entsprachen. Das Grab war zuvor gestört worden.